# 学校法人辰馬育英会
学校法人辰馬育英会（がっこうほうじんたつうまいくえいかい）は、日本の学校法人。

## 概要
旧制私立甲陽中学の第一次世界大戦後不況による経営難を引き受け、酒造家（白鹿）の辰馬吉左衛門が私財を投じて設立。1920年（大正9年）3月の財団法人辰馬学院に始まり、戦後の学制改革を経て学校法人辰馬育英会に改められた。

## 設置校
- 甲陽学院中学校・高等学校
中学校：兵庫県西宮市中葭原町
高等学校：兵庫県西宮市角石町

### 廃止された学校
- 甲陽高等商業学校（1940年 - 1944年）
- 甲陽工業専門学校（1944年 - 1948年）

### 設置計画をしていた学校
- 甲子園短期大学：1951年度を目途に開学を目指すべく、その前年に文部省（当時）に設置認可の申請を行っていたが不認可となり、設立を断念した[1]。なお、不認可となった同名称は、学校法人甲子園学院が1964年に開学させた短期大学の名称に冠された。